# Erianthus nipponensis
Erianthus nipponensis är en insektsart som beskrevs av Rehn, J.A.G. 1904. Erianthus nipponensis ingår i släktet Erianthus och familjen Chorotypidae. Inga underarter finns listade i Catalogue of Life.